# Moskwa (województwo łódzkie)
Moskwa – wieś w Polsce, położona w województwie łódzkim, w powiecie łódzkim wschodnim, w gminie Nowosolna, na terenie Parku Krajobrazowego Wzniesień Łódzkich.
| SIMC    | Nazwa     | Rodzaj    |
| ------- | --------- | --------- |
| 1039435 | Jerzmanów | część wsi |
| 0414204 | Laski     | część wsi |

W latach 1975–1998 wieś położona była w ówczesnym województwie łódzkim.
Pierwsze wzmianki o wsi pochodzą z 1418 roku. Według informacji z XVI wieku Moskwa należała do rodu Skoszewskich ze Skoszew.
Legenda wiąże powstanie wsi z Konstantym Plichtą, który po powrocie z wyprawy na Moskwę założył wieś o tej samej nazwie. Do spalenia dworu pod koniec XVIII wieku była ona siedzibą rodu Plichtów, którzy później przenieśli swoją siedzibę do pobliskich Byszew.